# Ballomar
Ballomar of Ballomarios (ca. 140 - ca. 170-180) was een leider van de Marcomannen in de Marcomannenoorlog.
Ballomar wordt voor het eerst genoemd door Cassius Dio als deelnemer van vredesbesprekingen met de Romeinse gouverneur van Pannonia Superior, na de doorbraak van de Limes door de Marcomannen en hun bondgenoten de Germaanse Longobarden en Ubiërs. Ballomar leidde de grote invasie van Italië van deze Germaanse coalitie in 167-70 AD, dat was de eerste keer dat een vijandig volk Italië binnendrong, nadat de Cimbren van Boiorix tijdens de Cimbrische oorlog de stad Rome hadden veroverd. Ballomar versloeg in de Slag bij Carnuntum een Romeins leger van 20.000 soldaten in de buurt van Carnuntum, vernietigde Opitergium (Oderzo) en belegerde Aquilea.
Ballomar is mogelijk afgebeeld in episode XXV op de Zuil van Marcus Aurelius, waar hij namens de Marcomannen zich overgeeft aan keizer Marcus Aurelius. De gebeurtenis is gedateerd rond 172 na Chr.